# گوستولا
گوستولا (به مجاری:  Gosztola) یک شهرداری در مجارستان است که در ناحیه لنتی واقع شده‌است. گوستولا ۶٫۹۸ کیلومتر مربع مساحت و ۳۶ نفر جمعیت دارد.